# Nell Rankin
Nell Rankin (Montgomery, 3 gennaio 1924 – New York, 13 gennaio 2005) è stata un mezzosoprano statunitense.

## Biografia
Studiò con Karin Branzell al Conservatorio di Birmingham e con Jeanne Lorraine a New York, dove debuttò in concerto alla Town Hall nel 1947, per poi esordire in campo operistico come Amneris a Brooklyn con la Salmaggi Opera Company, affiancando la sorella Ruth nel ruolo principale. Nel 1948 interpretò Ortrud all'Opernhaus di Zurigo, diventandone un membro fisso per i due anni successivi. Nel 1950 fu Amneris e Dalila a Basilea e vinse un concorso a Ginevra che le schiuse le porte dei maggiori teatri internazionali.
A partire dal 1951 si esibì alla Scala (Aida, Messa di requiem, Les Troyens), alla Wiener Staatsoper, alla Royal Opera House di Londra (dove partecipò ad un concerto in occasione dell'incoronazione della Regina Elisabetta II) e in particolare al Metropolitan Opera, che fu per oltre un ventennio la sede principale della sua attività e dove apparve in 162 rappresentazioni. Dopo una lunga carriera, si ritirò dalle scene nel 1976 con una serie di recite de La Gioconda al Met. Si dedicò in seguito all'insegnamento, anche all'Academy of Vocal Arts di Filadelfia, fino al 94. Morì per una policitemia.

## Vocalità e personalità interpretativa
Dotata di una voce chiara e morbida, di grande volume ed estensione e sorretta da un'ottima preparazione tecnica, si è distinta inoltre per la solida musicalità e il senso della misura

## Discografia

### Incisioni in studio
- Madama Butterfly, con Renata Tebaldi, Giuseppe Campora, Giovanni Inghilleri, dir. Alberto Erede - Decca 1951

### Registrazioni dal vivo
- Messa di requiem, con Renata Tebaldi, Giacinto Prandelli, Nicola Rossi-Lemeni, dir. Victor de Sabata - dal vivo La Scala 1951
- Aida, con Zinka Milanov, Mario Del Monaco, Leonard Warren, Jerome Hines, dir. Fausto Cleva - dal vivo Met 1952
- La Gioconda, con Zinka Milanov, Kurt Baum, Leonard Warren, Giorgio Tozzi, dir. Fausto Cleva - dal vivo Met 1955
- La Gioconda, con Zinka Milanov, Gianni Poggi, Leonard Warren, Cesare Siepi, dir. Fausto Cleva - dal vivo Met 1957
- Aida, con Anita Cerquetti, Flaviano Labò, Cornell MacNeil, Fernando Corena, dir. Antonio Narducci - dal vivo Città del Messico 1958
- Les Troyens, con Mario Del Monaco, Fiorenza Cossotto, Giulietta Simionato, Lino Puglisi, Agostino Ferrin, dir. Rafael Kubelík - dal vivo La Scala 1960